# Loose (альбом)
Loose (с англ. — «Свободный») — третий альбом канадской певицы Нелли Фуртадо, выпущенный 20 июня 2006 года в США лейблом Geffen Records. Тимбалэнд и его протеже Danja спродюсировали основную часть альбома, песни которого объединили в себе стили танцевальной музыки, R&B и хип-хопа.
Альбом критиковался за использование сексуального образа певицы с целью повысить объёмы продаж. В начале 2007 года после утечки нескольких треков на YouTube Тимбалэнд был обвинён в плагиате. Пластинка была принята музыкальной прессой критически, но стала коммерчески успешной. Альбом попал на высшие позиции хит-парадов по всему миру, и согласно данным на август 2009 года, совокупные продажи составили 10 миллионов копий по всему миру. Таким образом, Loose стал самым продаваемым альбомом за 2006—2007 годы и 20-м по этому показателю за период 2000-х годов.
Альбом получил сильный промоушн, был выпущен в нескольких версиях, в его поддержку состоялся Get Loose Tour, по итогам которого был выпущен концертный DVD Loose: The Concert. С пластинки было выпущено восемь синглов, включая ставшие в США лидерами хит-парадов песни «Promiscuous» и «Say It Right», получившие номинацию на «Грэмми» в категориях «Лучшее сотрудничество в стиле популярной музыки и вокала» и «Лучшее женское вокальное исполнение в стиле популярной музыки» одновременно. Другими известными синглами стали «Maneater» и «All Good Things (Come to an End)».

## Реакция критики
| Оценки критиков      | Оценки критиков |
| Источник             | Оценка          |
| -------------------- | --------------- |
| Allmusic             | [ 5 ]           |
| Robert Christgau     | (B)             |
| Entertainment Weekly | (B-)            |
| The Guardian         | [ 8 ]           |
| The New York Times   | (favorable)     |
| Pitchfork Media      | (6.4/10)        |
| Rolling Stone        | [ 11 ]          |
| Slant Magazine       | [ 12 ]          |
| Spin                 | [ 13 ]          |
| The Village Voice    | (mixed)         |

Loose получил положительные оценки от критиков, заработав рейтинг 71 из 100 на Metacritic. Allmusic и musicOMH отметили «оживляющий» эффект Тимбалэнда на музыку Фуртадо, а The Guardian назвал её «гладкой, умной и удивительной». Рецензент Allmusic написал, что «дуэт Фуртадо и Тимбалэнда выглядит настоящим сотрудничеством: они остаются верны той Нелли, которую мы знали по первым двум альбомам, но авантюрное продюсирование помогает раскрыть её песни… С помощью Loose Тимбалэнд вдохнул в Нелли Фуртадо новую жизнь как в творческом, так и в коммерческом плане». В 2007 году певица получила свою первую BRIT Award в категории «Лучшая мировая исполнительница».
Rolling Stone дал альбому смешанный обзор. Так, «Promiscuous» был раскритикован за «показушность», было замечено, что песня «Maneater» «достаточно бойкая, чтобы готовиться к продолжению [ссылка на одноимённую песню Hall & Oates], и это действительно высокая похвала». Обозреватель Vibe отметил, что певица «теряет себя в подражании Гвен Стефани, как в „Glow“, а также в этнических экспериментах, таких как „No Hay Igual“ и „Te Busqué“». Музыкальный редактор The Village Voice Роберт Кристгау поставил альбому B, назвав его «провалом месяца», указав на то, что это «плохая пластинка, в которой редко найдётся что-то достойное внимания. На верхнем уровне она может быть просто переоценённой, неутешительной или скучной. На нижнем может вызвать презрение».

## Показатели в чартах
Loose дебютировал на первом месте в Canadian Albums Chart, разойдясь за первую неделю в количестве 34 000 копий, что на то время было наилучшим результатом для канадского исполнителя. В конце июля Фуртадо отправилась в короткий тур по Канаде, попутно появившись в качестве гостя на шоу Canadian Idol, что позволило альбому вернуть себе лидерство. Пластинка располагалась на высших позициях чарта вплоть до конца января 2007 года, когда снова достигла первого места на 2 недели. Всего было продано 291 700 копий, что сделало альбом третьим по продажам в Канаде за 2006 год и лучшим по этому показателю для исполнительниц. Canadian Recording Industry Association (CRIA) в мае 2007 года сертифицировала Loose как пятикратно платиновый за проданный тираж в размере более 500 тыс. копий.
Пластинка находилась в топ-20 57 недель.
В чарте Billboard 200 альбом дебютировал на первом месте с 219 000 проданных копий и получил платиновый статус от Recording Industry Association of America (RIAA), заняв в итоговом чарте Billboard за 2006 год 64 место. Loose покинул топ-10 в августе 2006 года, но вернулся туда в марте 2007 и по данным Nielsen SoundScan к октябрю 2007 года разошёлся тиражом в 2 000 000 проданных копий. Альбом занял тридцать второе место в итоговом чарте Billboard 2007 года.
В Великобритании Loose дебютировал на 5 месте чарта и на 43 неделе своего пребывания добрался до четвёртого, будучи попутно сертифицирован как дважды платиновый за 600 000 проданных копий. К июлю 2007 года проданный тираж превысил 827 000. В Австралии пластинка также получила 2 платиновых статуса, так как было продано более 140 000 её копий. В местном чарте она смогла достичь 4 места, а в итоговом списке бестселлеров за 2006 год по версии Australian Recording Industry Association (ARIA) стала 44-й. В Германии альбом дебютировал на первой позиции и смог провести в топ-10 рекордные 49 недель, став пятикратно платиновым. В начале 2007 года Loose достиг первого места и в European Top 100 Albums chart, где провёл на его вершине 10 недель. К марту 2007 года пластинка получила золотой или платиновый статус в 25 странах. Согласно пресс-релизу Geffen Records, к ноябрю 2007 года было продано более 7 000 000 копий альбома и порядка 10 000 000 к августу 2009 года.

## Синглы
В апреле 2006 года ремикс на песню «No Hay Igual», записанный при участии группы Calle 13, был выпущен в формате клубного сингла в США. В течение этого периода в формате цифровой дистрибуции произошёл релиз композиции «Promiscuous» для Северной Америки. Песня стала первым синглом для Нелли Фуртадо, сумевшим возглавить Billboard Hot 100, а также была выпущена в Австралии, где попала в топ-5. Главный сингл в Европе и Латинской Америке — «Maneater», был выпущен в конце мая — начале июня 2006 года. Он стал первым синглом певицы, попавшим в UK Singles Chart и в топ-10 многих стран, попав в Германии в первую пятёрку, и в топ-20 во Франции и Латинской Америке.
Второй сингл в Европе — «Promiscuous» — был выпущен в конце августа — начале сентября 2006 года, но не повторил успеха предшественника. Он смог достигнуть топ-5 в Великобритании и топ-10 в других странах, включая Германию, и достигнуть топ-20 во Франции. В это время «Maneater» стартовал в качестве второго сингла в Северной Америке, где смог лишь стать 22-м в Канаде и попасть в топ-20 в США, попутно попав в топ-5 синглов по версии ARIA Singles Chart.
Релиз третьего североамериканского сингла «Say It Right» и европейского — «All Good Things (Come to an End)», состоялся в ноябре и декабре, а релиз третьего латиноамериканского сингла «Promiscuous» состоялся в январе 2007 года. «Say It Right» достиг первого места в США и в канадском чарте Nielsen BDS (где не было релиза сингла), а также топ-5 в Австралии. «All Good Things (Come to an End)» достиг 1-го места в европейском чарте синглов и попал в топ-5 в Великобритании, попутно успев стать самым успешным синглом с альбома в Германии, где возглавил чарт, и во Франции, где попал в первую десятку. После выхода в марте 2007 года «Say It Right» в Европе сингл достиг топ-5 в Германии и топ-10 в Великобритании, где был доступен только в цифровой версии. Видео на песню было выпущено в Северной Америке в тот период. «All Good Things (Come to an End)» попал в топ-5 в Канаде и в топ-20 в Австралии, хотя в США смог достичь только середины Billboard Hot 100.
В Великобритании пятым синглом с альбома стала композиция «In God's Hands», а для Северной Америки им стала песня «Do It». В мае 2007 года Фуртадо заявила о возможности выхода шестого или седьмого сингла, что было в случае альбомов All the Right Reasons и PCD групп Nickelback и The Pussycat Dolls, каждый из которых был поддержан семью синглами.
Две другие песни — «Te Busqué» и «No Hay Igual» — были выпущены в качестве синглов в других регионах. «Te Busqué» стал главным синглом в Испании из-за ограниченного успеха песен в стиле «Promiscuous» и «Maneater». Песня не была выпущена в США, но попала в ротацию на латиноамериканских радиостанциях, из-за чего она попала в топ-40 чарта Billboard Latin Pop Airplay. Ремикс «No Hay Igual», записанный при участии Calle 13, был выпущен в Латинской Америке, а видеоклип вышел в сентябре.

## Промоушн
В ходе продвижения Loose Фуртадо проводила выступления на главных музыкальных фестивалях и премиях. В Европе она появилась на Rock am Ring и Rock-im-Park в Германии, на Pinkpop Festival в Нидерландах в июне 2006 году. В июле она выступала на канадских фестивалях Calgary Stampede, Ottawa Bluesfest, и Ovation Music Festival в сентябре. После концерта в августе 2006 года на японском Summer Sonic певица спела на церемонии Teen Choice Awards. В ноябре она приняла участие в World Music Awards, American Music Awards и получасовом шоу 94th Grey Cup. В январе 2007 года Фуртадо выступила на премии NRJ Music Awards. Нелли объявила о начале мирового концертного тура в поддержку альбома — Get Loose Tour, стартовавшего 16 февраля 2007 года в Великобритании; в его программе было намечено 31 выступление в Европе и Канаде с дополнительными шоу в США, Японии, Австралии и Латинской Америке.
Певица охарактеризовала шоу как «событие, полное чувств» с «началом, серединой и концом … [оно] берёт вас в путешествие», также подчеркнула важность участия публики и «спонтанность и незаконченность, потому что это мои корни, вы это знаете?» Фуртадо сказала, что надеется на присутствие в качестве гостей Криса Мартина, Juanes, Джастина Тимберлейка, Тимбалэнда и Calle 13.

## Список композиций
- Нелли Фуртадо является соавтором каждой песни на этом альбоме. Другие соавторы указаны в соответствующих примечаниях[61].

| №   | Название                              | Автор(ы)                            | Продюсер(ы)              | Длительность |
| --- | ------------------------------------- | ----------------------------------- | ------------------------ | ------------ |
| 1.  | «Afraid» (при участии Attitude)       | Тим Мосли, Флойд Хиллс, Тим Клэйтон | Timbaland, Danja         | 3:35         |
| 2.  | «Maneater»                            | Мосли, Хиллс, Джим Бинз             | Timbaland, Danja         | 4:25         |
| 3.  | «Promiscuous» (при участии Timbaland) | Клэйтон, Mosley, Хиллс              | Timbaland, Danja         | 4:02         |
| 4.  | «Glow»                                | Мосли, Хиллс, Нисан Стюарт          | Timbaland, Danja         | 4:02         |
| 5.  | «Showtime»                            | Хиллс                               | Danja                    | 4:15         |
| 6.  | «No Hay Igual»                        | Мосли, Хиллс, Стюарт                | Timbaland, Danja, Стюарт | 3:36         |
| 7.  | «Te Busqué» (при участии Juanes)      | Juanes, Лестер Мендез               | Мендез                   | 3:38         |
| 8.  | «Say It Right»                        | Мосли, Хиллс                        | Timbaland, Danja         | 3:43         |
| 9.  | «Do It»                               | Мосли, Хиллс                        | Timbaland, Danja         | 3:41         |
| 10. | «In God's Hands»                      | Рик Ноулс                           | Ноулс, Фуртадо           | 4:54         |
| 11. | «Wait for You»                        | Мосли, Хиллс                        | Timbaland, Danja         | 5:11         |
| 12. | «All Good Things (Come to an End)»    | Мосли, Крис Мартин, Хиллс           | Timbaland, Danja         | 5:10         |

| №   | Название                                            | Автор(ы)       | Продюсер(ы) | Длительность |
| --- | --------------------------------------------------- | -------------- | ----------- | ------------ |
| 13. | «Te Busqué (Испанская версия)» (при участии Juanes) | Juanes, Мендез | Мендез      | 3:38         |

| №   | Название           | Автор(ы) | Продюсер(ы)    | Длительность |
| --- | ------------------ | -------- | -------------- | ------------ |
| 12. | «Somebody to Love» | Ноулс    | Ноулс, Фуртадо | 4:56         |

| №   | Название           | Автор(ы)                   | Продюсер(ы)    | Длительность |
| --- | ------------------ | -------------------------- | -------------- | ------------ |
| 12. | «Let My Hair Down» | Джеральд Итон, Брайан Уэст | Итон, Уэст     | 3:38         |
| 13. | «Somebody to Love» | Ноулс                      | Ноулс, Фуртадо | 4:56         |

| №   | Название                                                       | Автор(ы)       | Продюсер(ы)              | Длительность |
| --- | -------------------------------------------------------------- | -------------- | ------------------------ | ------------ |
| 14. | «All Good Things (Come to an End) (дуэт с Di Ferrero из Nx0) » | Ноулс, Фуртадо | Рик Ноулс, Нелли Фуртадо | 5:26         |

| №   | Название                                                              | Длительность |
| --- | --------------------------------------------------------------------- | ------------ |
| 13. | «Te Busqué (Испанская версия)» (при участии Juanes)                   | 3:38         |
| 14. | «Maneater» (при участии Da Weasel)                                    | 3:32         |
| 15. | «All Good Things (Come to an End)» (live at Radio Comercial Лиссабон) | 3:50         |

| №   | Название           | Автор(ы)                            | Продюсер(ы)              | Длительность |
| --- | ------------------ | ----------------------------------- | ------------------------ | ------------ |
| 13. | «What I Wanted»    | Фуртадо, Мендез                     | Лестер Мендез            | 3:53         |
| 14. | «Let My Hair Down» | Фуртадо, Джеральд Итон, Брайан Уэст | Track & Field            | 4:56         |
| 15. | «Somebody to Love» | Фуртадо, Ноулс                      | Нелли Фуртадо, Рик Ноулс | 4:56         |

### Tour Edition
Диск 1 — включает все 13 стандартных треков.

Диск 2:
1. «Let My Hair Down» — 3:38
2. «Undercover» — 3:56
3. «Runaway» — 4:16 (также на CD сингле «Te Busqué») (продюсер Рик Ноулс)
4. «Te Busque» (Испанская версия) — 3:38
5. «No Hay Igual» (Remix) (при участии Calle 13) — 3:40
6. «All Good Things (Come to an End)» (Remix) (при участии Раймона Гарви) — 3:57
7. «Crazy» (live Radio 1 Music session) — 3:25
8. «Maneater» (live from Sprint Music Series) — 3:00
9. «Promiscuous» (live at The Orange Lounge) (featuring Saukrates) — 4:05

### Ограниченное летнее издание
1. «Afraid» (при участии Attitude)
2. «Maneater»
3. «Promiscuous» (при участии Timbaland)
4. «Glow»
5. «Showtime»
6. «No Hay Igual»
7. «Te Busqué» (при участии Juanes)
8. «Say It Right»
9. «Do It»
10. «In God’s Hands»
11. «Wait for You»
12. «Somebody to Love»
13. «All Good Things (Come to an End)»
14. «Te Busqué» (Испанская версия) (при участии Juanes) — 3:38
15. «Lo Bueno Siempre Tiene un Final» («All Good Things (Come to an End)» Испанская версия) — 4:25
16. «En las Manos de Dios» («In God's Hands» Испанская версия) — 4:30
17. «Dar» («Try» Испанская версия) — 4:40
18. «No Hay Igual» (feat. Calle 13) — 3:38 [только для Испании и Латинской Америки]

## Чарты и сертификации
| Чарт (2006/2007)        | Наивысшее место |
| ----------------------- | --------------- |
| Австралия               | 4               |
| Австрия                 | 1               |
| Бельгия (Фландрия)      | 1               |
| Бельгия (Валлония)      | 6               |
| Канада                  | 1               |
| Чехия                   | 2               |
| Дания                   | 4               |
| Нидерланды              | 2               |
| European Top 100 Albums | 1               |
| Финляндия               | 4               |
| Франция                 | 5               |
| Германия                | 1               |
| Греция                  | 5               |
| Ирландия                | 2               |
| Италия                  | 3               |
| Япония                  | 42              |
| Мексика                 | 14              |
| Новая Зеландия          | 1               |
| Норвегия                | 4               |
| Польша                  | 1               |
| Португалия              | 3               |
| Испания                 | 12              |
| Швеция                  | 6               |
| Швейцария               | 1               |
| UK Albums Chart         | 4               |
| U.S. Billboard 200      | 1               |

| Страна                    | Сертификация  |
| ------------------------- | ------------- |
| Австралия                 | 2x Платиновый |
| Австрия                   | 2x Платиновый |
| Бразилия                  | Золотой       |
| Канада                    | 5x Платиновый |
| Дания                     | Платиновый    |
| Европа                    | 3x Платиновый |
| Финляндия                 | Золотой       |
| Франция                   | Платиновый    |
| Германия                  | 5x Платиновый |
| Греция                    | Золотой       |
| Венгрия                   | 2x Платиновый |
| Ирландия                  | Платиновый    |
| Мексика                   | Золотой       |
| Нидерланды                | Золотой       |
| Норвегия                  | Золотой       |
| Новая Зеландия            | 2x Платиновый |
| Польша                    | Бриллиантовый |
| Португалия                | 3x Платиновый |
| Румыния                   | 3x Платиновый |
| Россия                    | 7x Платиновый |
| Южная Африка              | Платиновый    |
| Испания                   | Золотой       |
| Швеция                    | Золотой       |
| Швейцария                 | 5x Платиновый |
| Великобритания            | 2x Платиновый |
| Соединённые Штаты Америки | Платиновый    |

| Чарт (2006)        | Место |
| ------------------ | ----- |
| Австралия          | 44    |
| Австрия            | 36    |
| Бельгия (Фландрия) | 69    |
| Европа             | 13    |
| Германия           | 11    |
| Италия             | 62    |
| Мексика            | 63    |
| Нидерланды         | 60    |
| Швейцария          | 9     |
| Великобритания     | 39    |
| США.               | 64    |
| Мир                | 13    |
| Чарт (2007)        | Место |
| Австралия          | 25    |
| Австрия            | 3     |
| Бельгия (Фландрия) | 8     |
| Бельгия (Валлония) | 14    |
| Финляндия          | 13    |
| Франция            | 19    |
| Германия           | 1     |
| Венгрия            | 5     |
| Ирландия           | 13    |
| Италия             | 14    |
| Нидерланды         | 11    |
| Новая Зеландия     | 18    |
| Швеция             | 13    |
| Швейцария          | 1     |
| Великобритания     | 14    |
| США                | 32    |
| Мир                | 13    |

| Чарт (2000—2009) | Место |
| ---------------- | ----- |
| Австрия          | 30    |
| Нидерланды       | 97    |

### Синглы

#### Позиции в чартах
| 2006 | «No Hay Igual»                     | -  | - | -  | -  | -  | -  | -  | -  | -  | -  |    |
| 2006 | «Promiscuous»                      | 1  | 1 | 2  | 12 | 1  | 15 | 6  | 13 | 1  | 6  | 3  |
| 2006 | «Maneater»                         | 16 | 1 | 3  | 3  | 5  | 14 | 4  | 11 | 2  | 3  | 1  |
| 2006 | «Te Busqué»                        | -  | - | -  | 25 | -  | -  | 16 | 11 | -  | 79 | -  |
| 2006 | «All Good Things (Come to an End)» | 86 | 1 | 12 | 1  | 5  | 6  | 1  | 1  | 12 | 1  | 4  |
| 2007 | «Say It Right»                     | 1  | 1 | 2  | 2  | 5  | 1  | 2  | 2  | 1  | 1  | 10 |
| 2007 | «Do It»                            | 88 | 1 | 53 | 45 | 11 | -  | 22 | 31 | -  | 30 | 75 |
| 2007 | «In God's Hands»                   | -  | - | -  | 53 | 11 | -  | 33 | 33 | -  | -  | -  |

#### Сертификации
| Сингл                              | Сертификации |
| ---------------------------------- | --- |
| «Promiscuous»                      | - Австралия: Платиновый - США: Платиновый                                                                          |
| «Maneater»                         | - Австралия: Золотой - Швейцария: Золотой                                                                          |
| «All Good Things (Come to an End)» | - Швейцария: Платиновый                                                                                            |
| «Say It Right»                     | - Австралия: Платиновый - Германия: Платиновый - Новая Зеландия: Платиновый - Швейцария: Золотой - США: Платиновый |

## История релиза
| Страна         | Дата                  | Лейбл                 | Издание                |
| -------------- | --------------------- | --------------------- | ---------------------- |
| Япония         | 7 июня 2006 года      | Universal Music Group |                        |
| Германия       | 9 июня 2006 года      | Universal Music Group |                        |
| Великобритания | 12 июня 2006 года     | Geffen Records        |                        |
| Канада         | 20 июня 2006 года     | Universal Music Group |                        |
| США            | 20 июня 2006 года     | Geffen Records        |                        |
| Австралия      | 10 июля 2006 года     | Geffen Records        |                        |
| Германия       | 24 сентября 2007 года | Universal Music Group | Бонус-трековое издание |